# محمد فرج الغول
"محمد فرج" محمود حسين الغول (7 مارس 1957–15 يوليو 2025) سياسي وبرلماني فلسطيني وأحد أعضاء حركة حماس الممثلين لها في المجلس التشريعي الفلسطيني عام 2006. كان وزيرًا لشؤون الأسرى والمحررين ووزيرًا للعدل في حكومة حركة حماس الأولى في قطاع غزة. كما ترأس اللجنة الحكومية المكلفة بمتابعة توصيات تقرير بعثة الأمم المتحدة لتقصي الحقائق بشأن النزاع في غزة.

## حياته
وُلد عام 1957 في مدينة رفح جنوب قطاع غزة إبان فترة الإدارة المصرية لقطاع غزة.
تلقى تعليمه الجامعي بكلية الحقوق، جامعة القاهرة، ونال درجة الماجستير في القانون الدولي وحقوق الإنسان من جامعة العالم الأمريكية، وقام بدراسات عليا في معهد الدراسات الإسلامية «الباقوري» في القاهرة.
كان عضوًا في المجلس التشريعي الفلسطيني الثاني عن كتلة التغيير والإصلاح. وقد انتخب نائبًا عن محافظة غزة عام 2006، وحصل على 71,492 صوتًا. وهو مؤسس ورئيس مؤسسة دار الحق والقانون لحقوق الإنسان. وأدار مكتبًا للمحاماة في قطاع غزة.

## وفاته
أُعلن عن اغتياله في 15 يوليو 2025 إثر غارة جوية إسرائيلية على مدينة غزة.